# Metal Slug
Metal Slug (jap.: メタルスラッグ, Metaru Suraggu) ist eine 2D-Run-and-gun-Videospielserie der Firma SNK für Neo-Geo-Automaten sowie Heimkonsolen. Zudem gibt es Ableger für das hauseigene Neo-Geo-Pocket sowie Portierungen auf andere Konsolen wie zum Beispiel der PlayStation oder Xbox. Der gleichnamige erste Teil erschien ursprünglich am 24. Mai 1996 auf der Neo-Geo-Plattform.

## Spielprinzip
Metal Slug spielt sich ähnlich wie Contra/Probotector oder Turrican. Der Spieler läuft genretypisch durch meist horizontal scrollende Level und versucht durch das Ausschalten von Gegnern möglichst weit vorzudringen. Der Punktestand (Highscore) wird durch das Aufsammeln von Wertgegenständen und das Befreien Gefangener erhöht. Dem Spieler stehen dabei eine Vielzahl von Waffen und Power-ups zur Verfügung.
Am Ende eines jeden Levels wartet ein riesiger Endgegner darauf vernichtet zu werden. Was das Spiel aus der Masse hervorhebt, ist zum einen die Möglichkeit, in den namensgebenden Metal Slug (einen Panzer) zu steigen, zum anderen die Liebe zum Detail der Entwickler. Wo andere Spiele schon lange im 3D-Gewand daher kommen, setzt Metal Slug noch immer 2D-Rastergrafiken ein, womit es heute zu einer Art Retrogenre gezählt werden kann.

## Besonderheiten
Zu den auffälligsten Merkmalen der Metal-Slug-Reihe gehören zum einen die sehr vielen zerstörbaren Umgebungen, dazu zählen neben Häusern auch Terrain wie in Metal Slug 1 und das teilweise sehr brutale Ableben der Gegner. Wenn auch das rote Blut in manchen Spielfassungen durch eine weiße Flüssigkeit ersetzt wird, sind doch die Todesanimationen gleich geblieben. Der Einsatz von Granaten oder der Shotgun „zerfetzt“ teilweise ganze Gegnerscharen. Das Spiel ist jedoch eher auf Spaß ausgelegt als auf Brutalität; die teilweise sehr anspruchsvollen Levels fordern selbst Veteranen des Genres.

## Story

### Metal Slug 1

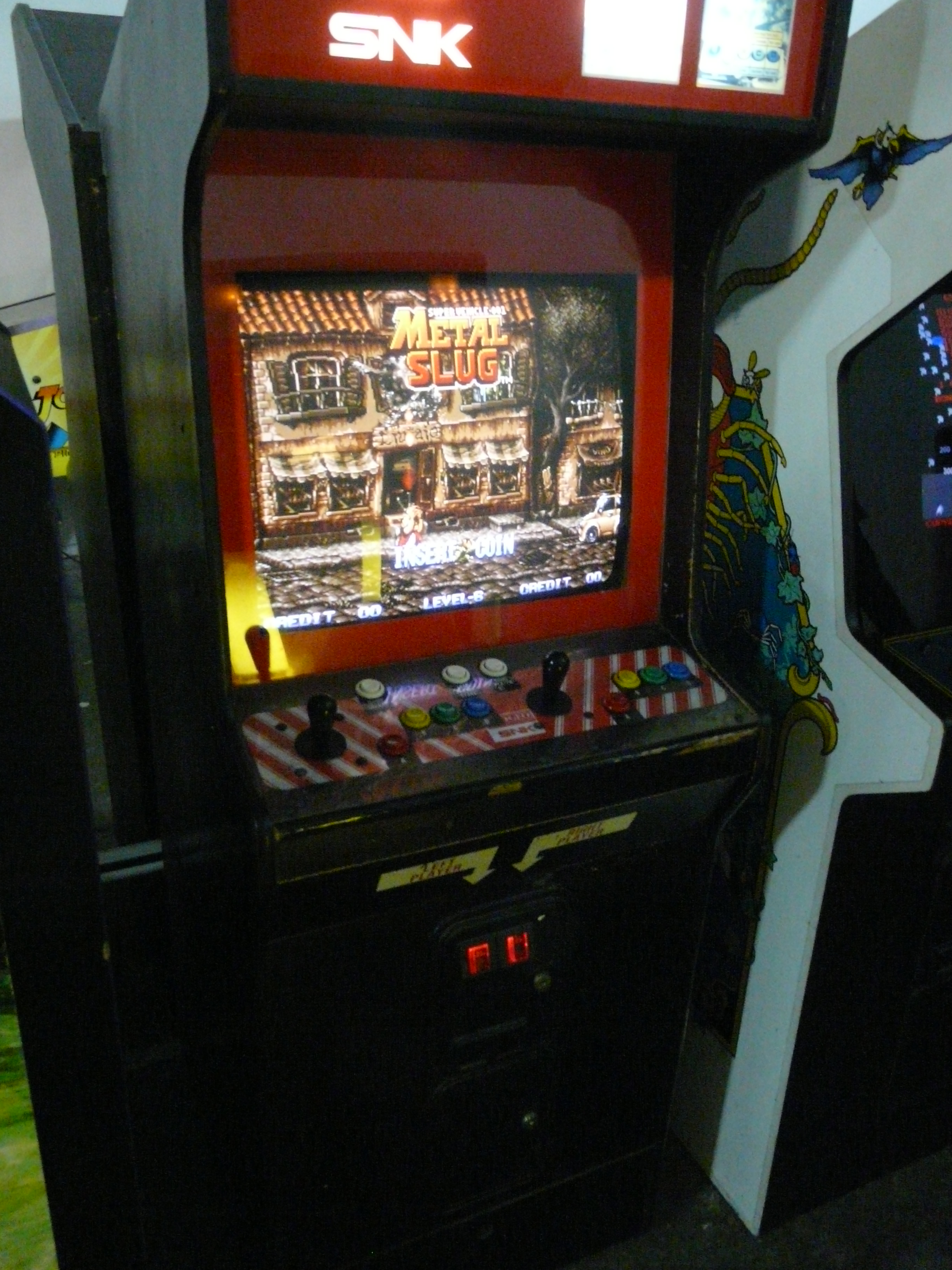
Metal Slug (Arcade-Version 1996)

Anfang des 21. Jahrhunderts gibt es Krieg zwischen zwei Armeen: Die reguläre Armee der Weltregierung und Rebellen, die eine Militärdiktatur anstreben und von General Morden angeführt werden. 2026 wurden die sogenannten Metal Slugs (spezielle Panzer) entwickelt, die zwei Jahre später von den Rebellen gestohlen werden. Eine Spezialtruppe, genannt Peregrine Falcon, wird entsandt, um diese zu zerstören.

### Metal Slug 2/Metal Slug X
Nachdem der Plan von Morden von den Peregrine Falcon vereitelt wurde, verbündet sich dieser mit den Marsianern. Diese wollen jedoch nur die Rebellen und die reguläre Armee gegenseitig ausspielen, um so die Militärs zu schwächen, und schließlich erobern, und nehmen ihn gefangen.
In der letzten Mission verbünden sich schließlich die Rebellen und die reguläre Armee, um die Aliens zurückzuschlagen. Am Ende steuert ein Rebellensoldat sein Flugzeug in die Kanone der Marsianer, sie lassen Mordon frei und ziehen sich zurück.

### Metal Slug 3
Mordon und seine Rebellenarmee sind zurück. Die Peregrine Falcon und eine 2. Spezialeinheit, die S.P.A.R.R.O.W. schließen sich zusammen, um sie erneut zu besiegen. Schließlich stellt sich heraus, dass erneut die Marsianer dahinter stecken, welche nur einen als Mordon verkleideten Marsianer auf die Erde geschickt haben. Gemeinsam mit der übrig gebliebenen Rebellenarmee stürmen sie das Mutterschiff und zerstören es. Der Anführer der Marsianer, Rootmars, wird im Meer versenkt.

### Metal Slug 4
Jahre, nachdem die Rebellen vernichtet wurden, greift eine mysteriöse Organisation, das Amadeus Syndikat, die Welt mithilfe eines Cybervirus an. Erneut wird die Peregine Falcon auf eine Mission geschickt, um das Syndikat zu zerschlagen und den Virus zu vernichten. Sie kämpfen sich bis zu Amadeus durch (welcher schon in Metal Slug 2/X öfter im Hintergrund zu sehen war) und vernichten ihn zusammen mit seinem Labor.

### Metal Slug 5
Die Daten der neuesten Metal-Slug-Generation wurden von der Ptolemaic Army gestohlen. Erneut werden die beiden Teams ausgesandt, um die Daten zurückzuholen. Nachdem sie sich durch den Corridor of Fire gekämpft haben, begegnen sie Scyzer, einem Dämon, den sie vernichten.
Zieht man anfangs noch recht realistisch gegen Soldaten oder Einheimische (abhängig vom Teil) ins Feld, endet das Spiel meist mit einem Kampf gegen außerirdische Invasoren, was immer wieder mit Gags garniert wurde. Die Endsequenz von Metal Slug 2 erinnert z. B. sehr stark an den Film Independence Day.
Dazu bedient sich besonders Metal Slug 2 und X (Metal Slug 2 Deluxe) offenbar einiger sehr skurriler Verschwörungstheorien aus der UFO-Literatur. So wurde die Story um die sich nach dem Zweiten Weltkrieg absetzenden Nazis, die in U-Booten ihre geheimen Haunebu verschifften, leicht verwurstet. Deren Prototypen (Horten etc.) finden sich immer wieder in abstrakter Form als Monster im Spiel. Arabien- und Ägypten-ähnliche Levels in Anlehnung an Indiana Jones durften offenbar auch nicht fehlen.

### Metal Slug 6
Nachdem die Marsianer zurückgeschlagen wurden, greifen Venusianer die Erde und die verbliebenen Marsianer an. Morden verbündet sich wieder mit den Marsianern und birgt mit ihnen Rootmars aus dem Meer. Die Peregine Falcon und die S.P.A.R.R.O.W. greifen zusammen mit den Rebellen und den Marsianern die Venusianer an. Schließlich vernichtet man die Königin der Venusianer und flieht mit Morden oder Rootmars aus der Basis der Venusianer.

### Metal Slug 7/Metal Slug XX
Durch die vorherigen Missionen sind die Rebellen angeschlagen. Nun stürmen Peregine Falcon und S.P.A.R.R.O.W. die letzte Bastion der Rebellen auf der Insel Garbage Island und vernichten die letzten Rebellen.

## Bisherige Erscheinungen
Metal Slug ist auch auf anderen Konsolen (zum Beispiel PlayStation, Saturn, Xbox) und sogar für Mobiltelefone (Metal Slug Mobile) verfügbar. Außerdem existiert für den PC eine für den koreanischen Markt offiziell lizenzierte Version von Metal Slug 5. Die 2007 erschienene Metal Slug Anthology enthält die Teile 1–2, X, und 3–6. 2009 veröffentlichte Bluestone Games (nur in Großbritannien) für den PC eine Metal Slug Collection, die ebenfalls alle Teile enthält. Am 14. Februar 2014 wurde Metal Slug 3 auf Steam veröffentlicht.
|                    | Neo Geo Arcade und Konsole | Atomiswave Arcade System | Neo Geo CD-Konsole | Sega Saturn | PlayStation | PlayStation 2 | Microsoft Xbox | Game Boy Advance | Neo Geo Pocket | Nintendo Wii | PlayStation Portable | Nintendo DS | Microsoft Xbox 360 | PC | Android | Nintendo Switch |
| ------------------ | -------------------------- | ------------------------ | ------------------ | ----------- | ----------- | ------------- | -------------- | ---------------- | -------------- | ------------ | -------------------- | ----------- | ------------------ | -- | ------- | --------------- |
| Metal Slug         | X                          |                          | X                  | X           | X           |               |                | X                |                |              |                      |             |                    | X  | X       | X               |
| Metal Slug 2       | X                          |                          | X                  |             |             |               |                |                  |                | X            |                      |             |                    | X  | X       | X               |
| Metal Slug X       | X                          |                          |                    |             | X           |               |                |                  |                |              |                      |             |                    | X  | X       | X               |
| Metal Slug 3       | X                          |                          |                    |             |             | X             | X              |                  |                |              |                      |             | X                  | X  | X       | X               |
| Metal Slug 4       | X                          |                          |                    |             |             | X             | X              |                  |                |              |                      |             |                    | X  |         | X               |
| Metal Slug 5       | X                          |                          |                    |             |             | X             | X              |                  |                |              |                      |             |                    | X  |         | X               |
| Metal Slug 6       |                            | X                        |                    |             |             | X             |                |                  |                |              | X                    |             |                    | X  |         |                 |
| Metal Slug 7       |                            |                          |                    |             |             |               |                |                  |                |              |                      | X           |                    |    |         |                 |
| Metal Slug 3D      |                            |                          |                    |             |             | X             |                |                  |                |              |                      |             |                    |    |         |                 |
| Metal Slug Advance |                            |                          |                    |             |             |               |                | X                |                |              |                      |             |                    |    |         |                 |
| MS: 1st Mission    |                            |                          |                    |             |             |               |                |                  | X              |              |                      |             |                    |    |         |                 |
| MS: 2nd Mission    |                            |                          |                    |             |             |               |                |                  | X              |              |                      |             |                    |    |         |                 |
| MS Anthology       |                            |                          |                    |             |             | X             |                |                  |                | X            | X                    |             |                    |    |         |                 |
| Metal Slug XX      |                            |                          |                    |             |             |               |                |                  |                |              | X                    |             | X                  |    |         |                 |